# Charles Lapointe
Charles Lapointe, PC (sinh ngày 17 tháng 7 năm 1944) là một doanh nhân người Canada và cựu chính khách và công chức.
Lapointe lần đầu tiên được bầu vào Hạ viện Canada trong bầu cử liên bang 1974 với tư cách là Thành viên Quốc hội đảng Tự do cho Charlevoix. Ông từng là đại biểu Canada tại Đại hội đồng Liên Hợp Quốc năm 1976, và thư ký quốc hội cho Bộ trưởng Giao thông vận tải từ năm 1977 đến 1979.
Ông được bầu lại trong bầu cử liên bang 1979 đã đánh bại chính phủ Tự do. Khi đảng Tự do trở lại nắm quyền trong bầu cử 1980, Lapointe được Thủ tướng Trudeau bổ nhiệm vào nội các với tư cách là Bộ trưởng Nhà nước cho các Doanh nghiệp nhỏ và Du lịch.
Năm 1982, ông trở thành Bộ trưởng Bộ Ngoại giao và, năm 1983, ông được thăng chức Bộ trưởng Bộ Cung ứng và Dịch vụ và Tổng nhận.
Khi John Turner kế nhiệm Trudeau làm lãnh đạo và thủ tướng tự do vào tháng 6 năm 1984, ông giữ Lapointe làm Bộ trưởng Bộ Cung ứng và Dịch vụ trong khi trao cho ông danh mục đầu tư bổ sung của Bộ trưởng Bộ Công chính. Tuy nhiên, trách nhiệm được thêm vào chỉ tồn tại trong thời gian ngắn vì cả chính phủ Tự do và Lapointe đều bị đánh bại trong bầu cử liên bang mùa thu sau đó.
Trở về cuộc sống riêng tư, Lapointe trở thành chủ tịch của Công ty Máy bay Quốc tế, và sau đó là phó chủ tịch phát triển kinh doanh cho Lavalin. Năm 1989, ông trở thành chủ tịch và giám đốc điều hành của Cục Du lịch và Hội nghị Greater Montreal (Du lịch Montréal), giữ vị trí này cho đến khi nghỉ hưu vào năm 2013. Năm 2002, ông cũng trở thành chủ tịch của Ủy ban Du lịch Canada.
Vào tháng 1 năm 2007, với tư cách là người đứng đầu ngành Du lịch Montreal, ông nói rằng thành phố này bẩn thỉu và cần phải làm nhiều hơn để làm cho nó gọn gàng hơn đối với du khách, dẫn đầu Thị trưởng Gérald Tremblay yêu cầu từ chức. Được nhiều người ủng hộ, Lapointe không từ chức và tiếp tục ở vị trí hiện tại.
Lapointe là người đồng tính công khai giữa các đồng nghiệp của mình, nhưng không bao giờ công khai nói về tính dục của mình với giới truyền thông, trong thời gian ở Quốc hội. Tuy nhiên, với Du lịch Montréal, bắt đầu từ năm 1994, ông đã tạo ra một chiến dịch đổi mới để tăng khả năng hiển thị của thành phố như một điểm đến du lịch đồng tính, xây dựng quan hệ đối tác dân sự với các sự kiện cộng đồng LGBT như Divers/Cité và Black and Blue Festival, và đỉnh cao là  lưu trữ thành phố của World Outgames năm 2006. Năm 2013, ông nhận được giải thưởng danh vọng của Hanns Ebensten từ Hiệp hội du lịch đồng tính nam và đồng tính nữ quốc tế.